# Manfred Köhne
Manfred Köhne (* 22. Januar 1939; † 18. Juni 2014 in Benniehausen) war ein deutscher Agrarökonom.

## Leben
Manfred Köhne wuchs auf einem landwirtschaftlichen Betrieb im Sauerland auf. Nach bestandenem Abitur erlernte er den Beruf des Landwirts innerhalb einer verkürzten Ausbildungszeit von zwei Jahren. Nach zügigem Abschluss seines Studiums der Agrarwissenschaften an der Georg-August-Universität Göttingen promovierte er dort am 3. Januar 1966 mit einer Dissertationsschrift zum Thema Die Verwendung der linearen Programmierung zur Betriebsentwicklungsplanung in der Landwirtschaft. Sein Mentor und Doktorvater war Emil Woermann. Anschließend habilitierte er am 7. Februar 1968 mit der Habilitationsschrift Die Verwendung der linearen Programmierung zur Betriebsentwicklungsplanung in der Landwirtschaft. Beide Arbeiten werden auch fast 50 Jahre nach ihrer Erstveröffentlichung noch verwendet und häufig zitiert.
Nachdem er einige Monate bei der Europäischen Kommission beschäftigt war, kehrte er 1969 als Akademischer Rat und Professor an die Georg-August-Universität zurück. Er erhielt dort schon im Alter von 30 Jahren den Ruf als ordentlicher Professor für landwirtschaftliche Betriebslehre und blieb dort bis zu seiner Emeritierung, obwohl er auch Rufe der Universität Kiel, der Universität München und der Universität Bonn erhielt. In Göttingen war er zweimal Dekan der agrarwissenschaftlichen Fakultät. Er betreute fast 70 Doktoranden.
Während seiner Tätigkeit verfasste er mehrere Standardwerke zum Steuer- und Bewertungsrecht in der Landwirtschaft. Er forschte und lehrte darüber hinaus zur landwirtschaftlichen Buchführung, der Umweltökonomie und der angewandten Betriebsplanung sowie zu Fragen Strukturentwicklung und Organisation landwirtschaftlicher Betriebe bei sich, insbesondere nach der Wiedervereinigung, ständig wandelnden Rahmenbedingungen. Sein Credo war dabei stets die Eigenverantwortung des unternehmerisch handelnden Landwirts, unabhängig von staatlichen Unterstützungsmaßnahmen.
Er war Fachgutachter der Deutschen Forschungsgemeinschaft und Vorstandsmitglied in der Gesellschaft für Wirtschafts- und Sozialwissenschaften des Landbaus. Außeruniversitär war er Mitglied im Beirat zur Feststellung der Lage der Landwirtschaft beim deutschen Landwirtschaftsministerium. In der Deutschen Landwirtschafts-Gesellschaft war er Mitglied im Gesamtausschuss sowie in mehreren Unterausschüssen. Des Weiteren war er im Kuratorium der Edmund-Rehwinkel-Stiftung, der Henneberg-Lehmann-Stiftung und der Alfred Toepfer Stiftung F. V. S. zur Vergabe des Justus-von-Liebig-Preis für Welternährung. Im Zentralausschuss der Albrecht-Thaer-Gesellschaft war er ebenso Mitglied.
2008 wurde er mit der Max-Eyth-Denkmünze in Silber für sein Lebenswerk ausgezeichnet. Er habe die Betriebswirtschaftslehre in Deutschland neu definiert und dabei immer den unternehmerisch denkenden praktischen Landwirt im Blick gehabt. 2009 wurde zum Ehrenmitglied im Hauptverband der Landwirtschaftlichen Buchstellen und Sachverständigen gewählt. Er war dort seit 1973 aktives Mitglied und hatte von 1998 bis 2008 den Fachausschuss Sachverständigenwesen geleitet. Damit wurde er dafür geehrt, dass er maßgeblich bei der Einführung, Transformation und Weiterentwicklung moderner Bewertungsmethoden in die praktische Wertermittlung bei landwirtschaftlichen Betrieben mitgewirkt habe.
Manfred Köhne war leidenschaftlicher Jäger. Dieses Hobby hatte er schon in frühester Jugend gemeinsam mit seinem Vater und seinem Bruder ausgeübt. Er engagierte sich später auch in der Ausbildung der Jungjäger als Lehrer und auch in mehreren Kreisen als Prüfer. Neben seinen beruflichen Publikationen veröffentlichte er Aufsätze und Artikel in verschiedenen Jagdzeitschriften. Geehrt wurde er als Jäger unter anderem für 50-jährige Mitgliedschaft im Jagdverband und mit der Verdienstplakette sowie der bronzenen Verdienstmedaille des Landesjagdverbandes Niedersachsen.
Köhne verstarb am 18. Juni 2014 in seinem Jagdrevier in Benniehausen und wurde am 5. Juli 2014 auf dem Friedhof seines Heimatorts Diemarden bestattet.

## Werke (Auswahl)
- Landwirtschaftliche Taxationslehre. 4. Auflage. Eugen Ulmer Verlag, Stuttgart 2007, ISBN 978-3-8001-5493-7.
- Auswirkungen der neuen EU-Agrarförderung auf die Sachverständigenpraxis. HLBS-Verlag, Sankt Augustin 2005, ISBN 3-89187-049-3.
- mit Rüdiger Wesche: Besteuerung der Land- und Forstwirtschaft. 6. Auflage. aid infodienst, Bonn 2005, ISBN 3-8308-0529-2.
- Die Berücksichtigung von Steuern in ertragsorientierten Bewertungen. HLBS-Verlag, Sankt Augustin 2002, ISBN 3-89187-039-6.
- mit Enno Bahrs: Erfolgsvergleiche für die Landwirtschaft. Verlag Pflug und Feder, Sankt Augustin 1996, ISBN 3-89187-026-4.
- mit Rüdiger Wesche: Landwirtschaftliche Steuerlehre. 3. Auflage. Eugen Ulmer Verlag, Stuttgart 1995, ISBN 3-8001-2673-7.
- mit Werner Grosskopf: Die Konzentration in der tierischen Produktion : Konzentrationsentwicklung in der tierischen Produktion und mögliche Massnahmen zu ihrer Beeinflussung. Landwirtschaftsverlag Münster, Münster 1982, ISBN 3-7843-0269-6.
- Landwirtschaftliche Bewertungslehre. Parey-Verlag, Hamburg 1978, ISBN 3-490-11515-5.